# Parobisium magangensis
Espèce
Parobisium magangensis est une espèce de pseudoscorpions de la famille des Neobisiidae.

## Distribution
Cette espèce est endémique de Pékin en Chine. Elle se rencontre dans le district de Fangshan à Xiayunling dans la grotte Magang.

## Description
Les mâles mesurent de 3,46 à 4,87 mm et les femelles de 4,32 à 5,88 mm. Ce pseudoscorpion est anophtalme.

## Étymologie
Son nom d'espèce, composé de magang et du suffixe latin -ensis, « qui vit dans, qui habite », lui a été donné en référence au lieu de sa découverte, la grotte Magang.

## Publication originale
- Feng, Wynne & Zhang, 2019 : Two new subterranean-adapted pseudoscorpions (Pseudoscorpiones: Neobisiidae: Parobisium) from Beijing, China. Zootaxa, no 4661(1), p. 145-160.